# Catedral de Nossa Senhora de Fátima
A Catedral de Nossa Senhora de Fátima, é uma catedral localizada no município de Naviraí, no estado de Mato Grosso do Sul. Instalada em 2011, a catedral é a sede da Diocese de Naviraí e seu complexo abrange a mitra diocesana, a cúria diocesana, os centros de pastorais, a residência oficial do padre e do bispo da diocese. A primeira procissão de Nossa Senhora de Fátima no local ocorreu em 1953.

## História
Segundo o texto “Breve História da Catedral Nossa Senhora de Fátima”, da página oficial da Catedral, há relatos nos primórdios de Naviraí que havia floresta densa e inacessível, onde chegou os primeiros habitantes de locais distantes a essas terras, que eram habitadas pelos índios guaranis. O Padre Frederico celebrou no dia 28 de agosto de 1953 a primeira missa do local e o Padre João Damasceno celebrava a missa e os terços nas casas e, além de visitar as colônias, fazia batizados e casamentos na comunidade. Em 25 de agosto de 1954 foi erguida uma capela por Sebastião Finotto e em 11 de novembro de 1956 ocorre a vinda dos primeiros missionários. No mesmo ano foi erguida a primeira igrejinha por José Cândido de Castro (juntamente com Uliana de marco). Na inauguração da igrejinha de Naviraí, a imagem de Nossa Senhora de Fátima, que estava na igrejinha de Jesus da Lapa, foi trazida em procissão. A cidade ia crescendo e a capela ficando pequena. Então Padre Cândido pensou aumentá-la e, para arrecadar fundos, construiu um barquinho, sendo que era cobrada uma pequena taxa para usá-lo. A igrejinha de alvenaria foi iniciada, mas não concluída, pois Padre Marcelo Olivier, talvez já pensando na atual, mandou demoli-la. Dois anos depois há a coroação de Nossa Senhora de Fátima pela Congregação Filhas de Maria. Na mesma década foi construída a Capela Nossa Senhora Aparecida na Fazenda Santo Antônio de castro.
O primeiro pároco que chegou em definitivo foi Padre Marcelo Olivier em 1970 e as famílias Sakae e Fabris foram as primeiras a residirem no local, sendo que no dia 2 de fevereiro de 1972 participaram da fundação da Paróquia Nossa Senhora de Fátima. Durante o início da construção da nova igreja católica, a mesma foi sendo montada por uma estrutura metálica de ferro trazida de Guaporé (RS) em 24 de junho de 1974 e em 6 de agosto do mesmo ano vieram as telhas de zinco de Porto Alegre (RS). Em 31 de julho de 1977 o Padre Luiz Passa se despediu de Naviraí e logo após a Paróquia foi assistida pelos padres da Congregação do Verbo Divino, sendo que o Padre Joao Wargulerweski foi o primeiro Pároco Verbita. Depois vieram muitos outros que contribuíram determinantemente para o crescimento da igreja em Naviraí. Entre eles, destacam-se o Padre Carlos Humberto Carneiro (Padre Carlão), grande empreendedor e o Padre Jair Antonio Gorlach, último pároco da Paróquia de Nossa Senhora de Fátima. No final de 1978, na gestão do Padre Pedro Martins (no Conselho Paroquial), foram finalizadas as obras da igreja com a construção do calçamento em frente e a parte interna (forro e a aparelhagem acústica).
30 anos depois, por causa das grandes distâncias do território abrangido pela Diocese de Dourados, seu bispo, Dom Redovino Rizzardo, vendo a necessidade de um melhor atendimento a todos fiéis e comunidades, enviou à Santa Sé em 2008 o pedido de criação da Diocese de Naviraí. O processo foi aprovado pelo Papa Bento XVI em 2010 e anunciada a ereção da nova diocese em 1 de junho de 2011.

## Situação atual
Naviraí está localizada no país mais católico do mundo em números absolutos. A Igreja Católica teve seu estatuto jurídico reconhecido pelo governo federal em outubro de 2009 ainda que o Brasil seja atualmente um estado oficialmente laico. e atualmente o predomínio local é da religião católica. Apesar disso, a religião evangélica cresce consistentemente, possuindo muitos adeptos e apresenta crescimento mais acentuado do que o catolicismo, especialmente nas periferias.[carece de fontes?]